# Locomotiva kkStB 80
Le locomotive tipo 80 costituivano un folto gruppo di locomotive a vapore con tender per trasporto merci, costruite in varie serie con caratteristiche tecniche differenti per le ferrovie statali imperial-regie austriache e per la ferrovia privata Südbahn.
Molte di esse vennero cedute a varie ferrovie estere come risarcimento per danni di guerra dopo la fine della prima guerra mondiale.

## Storia
Le locomotive vennero costruite a vapore surriscaldato ma, secondo la classica impostazione progettuale di Karl Gölsdorf il surriscaldamento veniva tenuto piuttosto basso per tenere moderati i consumi di carbone e la manutenzione corrente.
Tra il 1909 e il 1910 le prime 36 unità vennero costruite con distribuzione a cassetto cilindrico sul cilindro ad alta pressione e a cassetto piano su quello a bassa pressione da Lokomotivfabrik Floridsdorf, Wiener Neustädter Lokomotivfabrik e Lokomotivfabrik der StEG. Tra 1911 e 1915 Neustadt, Steg e Breitfeld Daněk costruirono 104 unità con ambedue i cassetti distributori cilindrici (kkStB 80.100-203). 
La variante soddisfece solo parzialmente le aspettative così dopo la prima guerra mondiale per l'esportazione si ricorse nuovamente al sistema misto a cassetto cilindrico per alta pressione e cassetto piano per la bassa. Tra 1911 e 1918 per la kkStB la successiva serie, 80.900–999, 1900–1999, 2900-2908 venne costruita a semplice espansione. Il surriscaldamento elevato del vapore, con l'aumento della superficie di quasi il triplo, venne provato sulle piccole serie 80.601-602 e 603-604 ma l'esperimento non diede luogo a produzioni successive.
Dopo la prima guerra mondiale si ritornò alla primitiva impostazione sia per le locomotive da esportazione che per quelle ad uso interno.
Anche la ferrovia del sud acquistò locomotive tipo 80 tra il 1913 e il 1915  (SB 80.31-38) differenti dalle macchine kkStB in alcuni particolari costruttivi. 
L'impiego delle locomotive fu esteso alla Boemia, alla linea Rudolfiana, alla linea delle Caravanche e alla ferrovia occidentale.
Alla fine della prima guerra mondiale 72 locomotive comprendenti il sottogruppo austriaco kkSt B 80.900 e le SB 80.31-38 vennero reimmatricolate nel parco rotabili delle Ferrovie dello Stato assumendo la classificazione di "Gruppo 476.001-072". Alla Cecoslovacchia furono assegnate 144 unità, divenute ČSD 524.0. Altri consistenti gruppi di macchine vennero divisi tra Polonia (PKP TW12), Jugoslavia (JDZ 28), Romania (CFR 50.0). Quelle assegnate all'Ungheria furono classificate MAV 520.5.
Le macchine acquisite dalle ferrovie statali austriache (BBÖ) continuarono a essere classificate come serie 80 e raggiunsero nel complesso il numero di 213 locomotive.
In seguito all'annessione dell'Austria nel Terzo Reich, nel 1938 la Deutsche Reichsbahn incorporò come DR 57.101-105 le ex 80.600, come DR 57.201-318 le ex 80.900 e DR 57.401-473 le 80.100. Durante la seconda guerra mondiale la DR incorporò anche macchine "ex 80" della PKP e della JDZ.
Nel secondo dopoguerra le ex "80" incorporate nelle nuove ferrovie austriache, ÖBB, svolsero un ruolo importante nel trasporto merci raggiungendo la seconda metà degli anni sessanta.

## Caratteristiche
Le locomotive del gruppo avevano rodiggio 0-5-0. Erano parte a 4 cilindri e doppia espansione e parte a 2 cilindri e semplice espansione.
Il peso in servizio era di 69,4 t, la loro velocità massima 50 km/ora.

## Locomotive preservate
- Locomotiva FS 476.073, conservata al Museo Ferroviario di Trieste Campo Marzio (ex jugoslava JZ 28.023 rinumerata).
- Locomotiva JZ 28.006, a Divača, Slovenia (locomotiva monumento)
- Locomotiva PKP TW12.12 nel Museo Ferroviario Chabówka